# Coulomb (eenheid)
| Kleinere eenheden | Kleinere eenheden | Kleinere eenheden |
| factor            | naam              | symbool           |
| ----------------- | ----------------- | ----------------- |
| 10−12             | picocoulomb       | pC                |
| 10−9              | nanocoulomb       | nC                |
| 10−6              | microcoulomb      | μC                |
| 10−3              | millicoulomb      | mC                |
| 1                 | coulomb           | C                 |

De coulomb is de eenheid van elektrische lading, met als symbool de hoofdletter C. De eenheid is genoemd naar Charles-Augustin de Coulomb en is gedefinieerd in termen van ampère en seconden.  1 C is gelijk aan 1 As (ampère-seconde), de hoeveelheid lading die vervoerd wordt door een elektrische stroom van 1 ampère gedurende 1 seconde:
{\displaystyle 1\,{\text{C}}=1{\text{A}}\cdot 1{\text{s}}}
De lading (in coulomb) is ook het product van spanning (in volt) en capaciteit (in farad), zodat:
{\displaystyle 1\,{\text{C}}=1{\text{V}}\cdot 1{\text{F}}}
De elementaire lading, dat wil zeggen de lading van een proton (positief) en van een elektron (negatief) is vastgesteld als exact 1,602 176 634 × 10−19 C. Dat houdt in dat 1 coulomb gelijk is aan de elektrische lading van ongeveer 6,241 509 × 1018 protonen. 
Een lading van 1 coulomb is een zeer grote lading. Als twee puntladingen van +1 C en −1 C op een onderlinge afstand van één meter worden geplaatst, trekken ze elkaar aan met een kracht van ongeveer 9 miljard newton. Zou men een condensator van 1000 µF willen opladen tot 1 C, dan is daarvoor een spanning van 1000 V nodig. De meeste condensatoren met zo'n capaciteit zijn daar niet tegen bestand. In de praktijk wordt daarom meestal gewerkt met kleinere eenheden: mC, µC, nC en de pC.